# Matelea dugandii
Matelea dugandii är en oleanderväxtart som beskrevs av Krings. Matelea dugandii ingår i släktet Matelea och familjen oleanderväxter. Inga underarter finns listade i Catalogue of Life.